# الحنين إلى الوطن

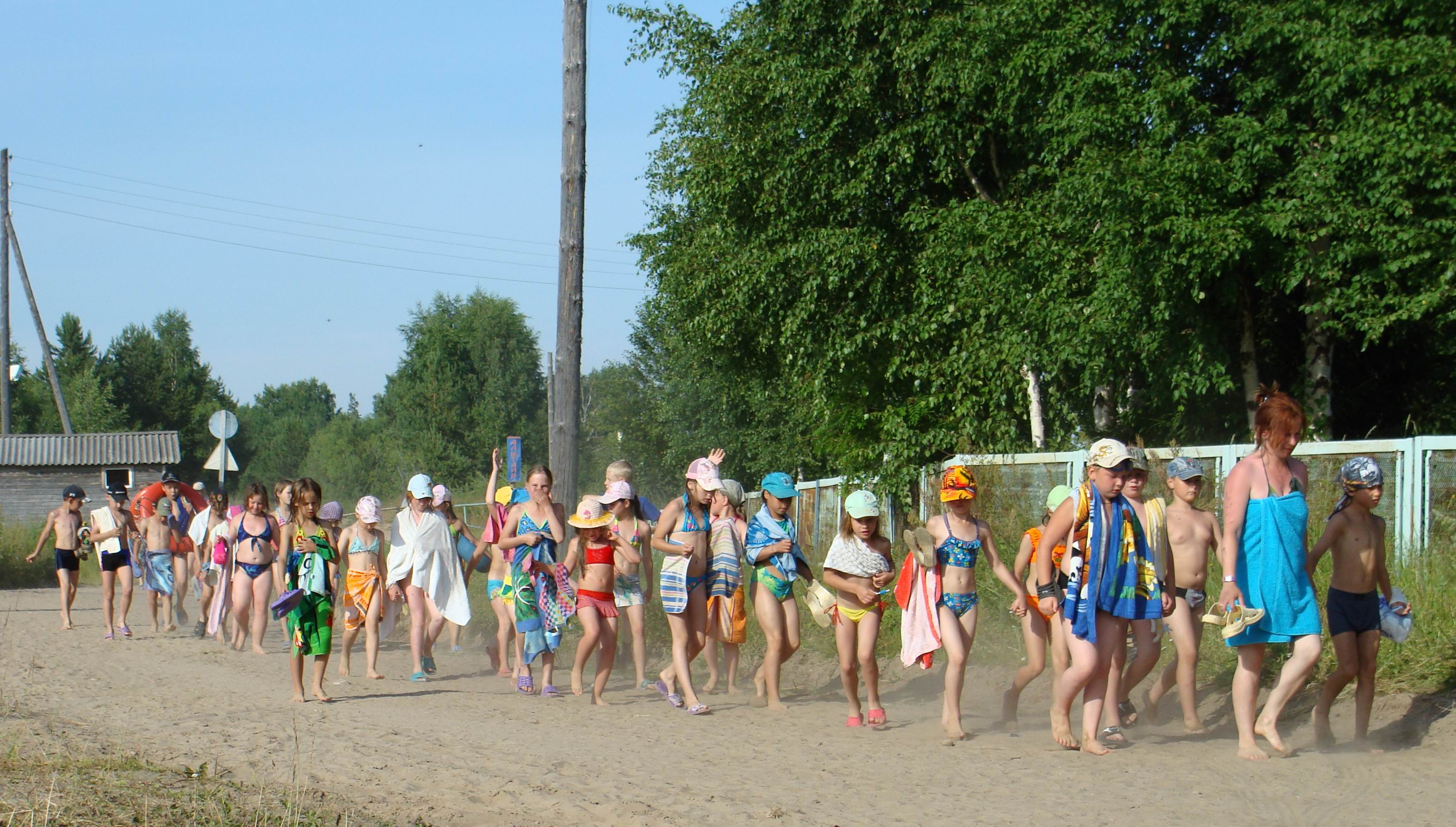
غالبا ما ترتبط المخيمات الصيفية للأطفال بالحنين إلى اوطانهم، وخاصة بالنسبة للأطفال الذين يبعيدون عن والديهم لأول مرة

الحنين إلى الوطن أو الاحتواء (بالإنجليزية: Homesickness) هي حالة نفسية تصيب الشخص الذي يسافر تاركا وطنه أو عائلته لمدة من الزمن. فتظهر عليه أعراضا نفسية، مثل: الضيق النفسي، والقلق، والاكتئاب، والعصبية، والرغبة بالانعزال عن الناس، والحزن الشديد، والخوف من الأماكن المغلقة، والخوف من الأماكن المفتوحة. وقد تختلف قوة هذه الأعراض تبعًا لاختلاف عمر الشخص، وجنسه، وشخصيته، وعادات وتقاليد بلده والبلد المستضيف له.
وستلاحظ عند قراءتك للأعراض النفسية السابق ذكرها، أن هذا المرض يؤثر بشكل سلبي على تفاعل الشخص الاجتماعي، سواء في المحاضرات أو العمل أو التعاملات الخارجية مع الباعة والزملاء وغيرهم مما يزيد من صعوبة التعلم والعمل في البلد المسافر إليها. وفي الغالب لا يدرك معظم من يصاب بهذه الأعراض ماهيتها وأسبابها فيبادر بإيقاف دراسته ومغادرة البلد والعودة إلى أهله.
تنتج الإصابة بهذا المرض النفسي (الاحتواء) في معظم الأحيان عن أفكار ينميها الطالب في عقله أو عواطف يثيرها في نفسه. وتوجد عدة أساليب تساعدك في الوقاية من الإصابة بهذا المرض، أو التقليل من آثاره.

## التشخيص المرضي
طبعا تكون هذه الحالة عبارة عن تفكير دائم بالأهل والأصدقاء. يصاحبها مزيج من الاكتئاب الحاد وعدم صفو المزاج والشرود الذهني التام.
ومن المعروف أن تأثير هذه الحالة يختلف من شخص إلى آخر. حسب قوة تحمله أو حسب العوامل المحيطة بها. أو حسب عملية التعامل معها من قبل من يحس بهذا الشعور بمعنى هناك من يزيد اكتئابه إلى الأسوأ بكثرة البكاء.

## عوامل الخطورة والحماية

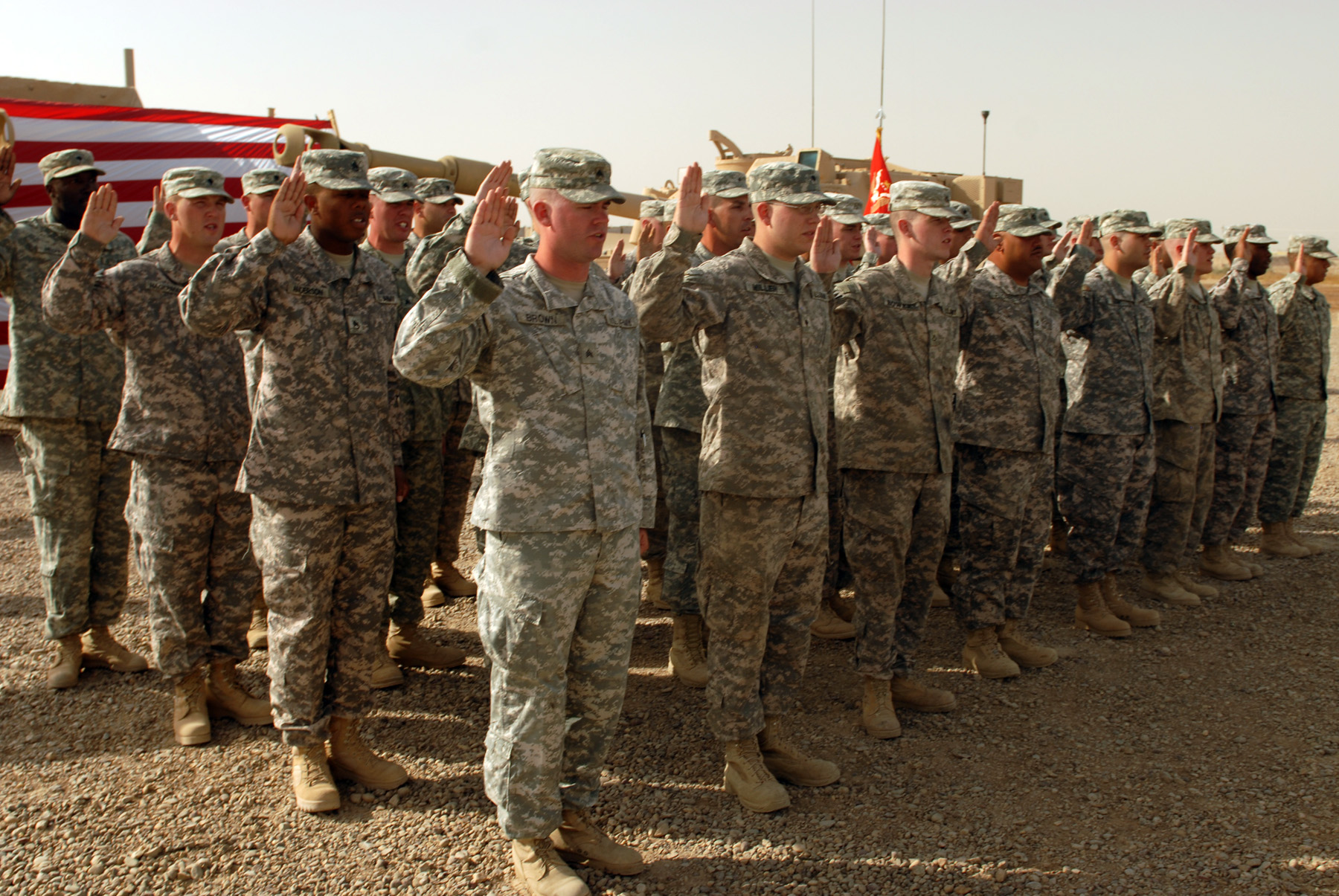
الجنود المجندين حديثا لدى القوات النظامية أحيانا يشعرون بالغربة عندما يقيمون في معسكر للجيش.

على سبيل المثال، نجد الضغوطات البيئية المرتبطة بالشخص كمستشفى، ساحة معركة أو بلد أجنبي قد تؤدي إلى تفاقم الحنين إلى الوطن وتعقيد العلاج. وبصفة عامة، فإن المخاطر و العوامل الوقائية تكمن في عامل السن و البيئة. وهناك من يقل ويتلاشى شعوره من هذه  الحالة عندما يحاول الشخص إلهاء نفسه التام عن التفكير.

### عوامل الخطورة
عوامل الخطورة التي تتحكم في الغربة أو الحنين للوطن حوالي خمس فئات هي: الخبرة، والشخصية، والحياة العائلية، والمواقف والبيئة. فنحن من نملك الأسراع بالتخلص من الحالة. أو نحن من نضاعف من سوء هذه الحالة. كما يجب ان نعرف ونتأكد ان هذه الحالة هي طبيعيه وجميعنا مر بها لأننا بشر وذوي عاطفة ومن مجتمع مغروس به الترابط الأسري. إذن لابد ان نتذكر ان جميع من سبقنا مر بهذا الشعور والآن لننظر من حولنا بالمبتعثين القدامى الذين هم متواجدين معنا بالجامعة انهم تخلصوا من هذه الحالة ومضوا بدراستهم وهم.